# Aldo van Eyck
Aldo van Eyck (* 16. března 1918 – 14. ledna 1999) byl nizozemský architekt. Patří mezi nejvlivnější protagonisty architektonického hnutí strukturalismu.

## Život

### Dětství
Narodil se v Driebergenu v Utrechtu jako syn básníka, kritika, esejisty a filozofa Pietera Nicolaase van Eycka a jeho manželky Nelly Estelle Benjaminsové, která byla sefardského původu, ale narodila se a vyrostla v Surinamu.
Jeho bratrem byl básník, výtvarník a restaurátor umění Robert Floris van Eyck. Byl ženatý s Hannie van Rooijenovou, rovněž architektkou. Ta mu pomáhala při jeho tvorbě.

### Začátek kariéry
Jeho rodina se v roce 1919 přestěhovala do Velké Británie, kde v Somersetu navštěvoval soukromou školu. V letech 1935–1938 dokončil střední školu v Haagu a odešel studovat na ETH v Curychu. Studium ukončil v roce 1942. Během druhé světové války zůstal ve Švýcarsku, kde se pohyboval v okruhu mnoha dalších avantgardních umělců kolem Caroly Giedion-Welckerové, manželky historika Sigfrieda Giediona.
V letech 1954–1959 vyučoval na amsterdamské Akademii architektury. Následující léta působil jako profesor na Technické univerzitě v Delftu. Rovněž byl redaktorem architektonického časopisu Forum.

### Pozdní léta
Jako člen CIAM se v roce 1954 podílel na založení klubu „Team 10“. Přednášel po celé Evropě a Severní Americe, kde hlásal potřebu odmítnout funkcionalismus a napadal nedostatek originality většiny poválečného modernismu. V letech 1959–1963 byl spolu s Hermanem Hertzbergerem a Jaapem Bakemou spoluredaktorem nizozemského časopisu Forum. Pomohl tak zveřejnit výzvu „Team 10“ k návratu k humanismu v architektonickém designu.
V roce 1990 získal od RIBA královskou zlatou medaili.
Zemřel v Loenen aan de Vecht ve věku 80 let.

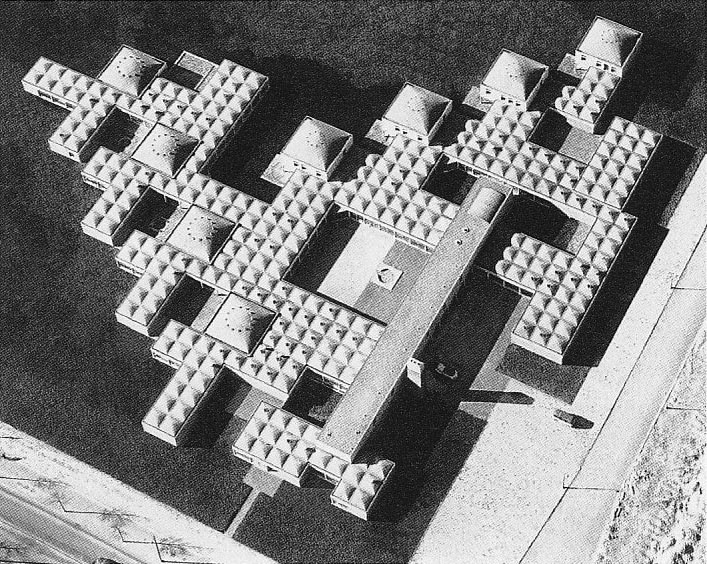
Amsterdamský sirotčinec v roce 1960

## Stavby
- Návrh obce Nagele, Noordoostpolder, 1948–1954
- Domov pro seniory, Slotermeer, Amsterdam, 1951–1952
- Amsterdamský sirotčinec, Amsterdam, 1955–1960
- Základní školy, Nagele, Noordoostpolder, 1954–1956
- Hubertus House, Amsterdam, 1973–1978
- ESA-ESTEC restaurace a konferenční centrum, Noordwijk, 1984–1990